# (3981) Stodola
(3981) Stodola (1984 BL) – planetoida z pasa głównego asteroid okrążająca Słońce w ciągu 5,62 lat w średniej odległości 3,16 j.a. Odkryta 26 stycznia 1984 roku.